# بالبوآ (ریسارالدا)
بالبوآ (انگلیسی: Balboa, Risaralda) یک منطقه مسکونی در کلمبیا است.